# Râul Nișcov
Râul Nișcov este un curs de apă, afluent al râului Buzău.